# Criteriul Dauphiné 2011
Criteriul Dauphiné 2011 este a 63 ediție a Criteriului Dauphiné care se desfășoară în perioada 5-12 iunie 2011.

## Echipe participante
Pentru ediția din 2011, au fost invitate 22 de echipe. Acestea sunt:
| - Ag2r-La Mondiale - Cofidis - Europcar - FDJ - Saur-Sojasun - Omega Pharma-Lotto - Quick Step - Team Saxo Bank-SunGard - Lampre-ISD - Liquigas-Cannondale - Astana | - Leopard Trek - Rabobank - Vacansoleil-DCM - Team Katusha - Euskaltel-Euskadi - Team Movistar - BMC Racing Team - Garmin-Cervélo - HTC-Highroad - Team RadioShack - Team Sky |

## Etapele programate
| #       | Dată     | Start                                 | Sosire                     | Km    | Câștigător                  |
| ------- | -------- | ------------------------------------- | -------------------------- | ----- | --------------------------- |
| P (ITT) | 5 iunie  | Saint-Jean-de-Maurienne               | Saint-Jean-de-Maurienne    | 5.4   | Lars Boom (RAB)             |
| 1       | 6 iunie  | Albertville                           | Saint-Pierre-de-Chartreuse | 114   | Jurgen Van Den Broeck (OLO) |
| 2       | 7 iunie  | Voiron                                | Lyon                       | 179   | John Degenkolb (THR)        |
| 3 (ITT) | 8 iunie  | Grenoble                              | Grenoble                   | 42.5  | Tony Martin (THR)           |
| 4       | 9 iunie  | La Motte-Servolex                     | Mâcon                      | 173.5 | John Degenkolb (THR)        |
| 5       | 10 iunie | Parc des Oiseaux – Villars-les-Dombes | Les Gets                   | 210   | Christophe Kern (EUC)       |
| 6       | 11 iunie | Les Gets                              | Allevard                   | 192.5 | Joaquim Rodríguez (KAT)     |
| 7       | 12 iunie | Pontcharra                            | La Toussuire               | 117.5 | Joaquim Rodríguez (KAT)     |

## Evoluția clasamentelor
| Etapa | Câștigător                  | Clasament general          | Clasament cățăratori        | Clasament pe puncte        | Clasament tineri           | Clasament pe echipe |
| ----- | --------------------------- | -------------------------- | --------------------------- | -------------------------- | -------------------------- | ------------------- |
| P     | Lars Boom (RAB)             | Lars Boom (RAB)            | Sébastien Hinault (ALM)     | Lars Boom (RAB)            | John Degenkolb (THR)       | Rabobank            |
| 1     | Jurgen Van Den Broeck (OLO) | Alexander Vinokourov (AST) | Jurgen Van Den Broeck (OLO) | Alexander Vinokourov (AST) | Edvald Boasson Hagen (SKY) | Team Sky            |
| 2     | John Degenkolb (THR)        | Alexander Vinokourov (AST) | Jurgen Van Den Broeck (OLO) | Joaquim Rodríguez (KAT)    | Rob Ruijgh (VAC)           | Team Sky            |
| 3     | Tony Martin (THR)           | Bradley Wiggins (SKY)      | Jurgen Van Den Broeck (OLO) | Bradley Wiggins (SKY)      | Rui Costa (MOV)            | Team Sky            |
| 4     | John Degenkolb (THR)        | Bradley Wiggins (SKY)      | Leonardo Duque (COF)        | John Degenkolb (THR)       | Rui Costa (MOV)            | Team Sky            |
| 5     | Christophe Kern (EUR)       | Bradley Wiggins (SKY)      | Leonardo Duque (COF)        | John Degenkolb (THR)       | Rui Costa (MOV)            | Ag2r-La Mondiale    |
| 6     | Joaquim Rodríguez (KAT)     | Bradley Wiggins (SKY)      | Leonardo Duque (COF)        | Joaquim Rodríguez (KAT)    | Jérôme Coppel (SAU)        | Ag2r-La Mondiale    |
| 7     | Joaquim Rodríguez (KAT)     | Bradley Wiggins (SKY)      | Joaquim Rodríguez (KAT)     | Joaquim Rodríguez (KAT)    | Jérôme Coppel (SAU)        | Europcar            |
| Final | Final                       | Bradley Wiggins (SKY)      | Joaquim Rodríguez (KAT)     | Joaquim Rodríguez (KAT)    | Jérôme Coppel (SAU)        | Europcar            |